# Quercus utilis
Quercus utilis là một loài thực vật có hoa trong họ Cử. Loài này được Hu & W.C.Cheng miêu tả khoa học đầu tiên năm 1951.